# Катехизис революционера
«Катехизис революционера» — устав революционной организации «Народная расправа», составленный Сергеем Нечаевым в 1869 году.

## История создания
Название этого устава было придумано по аналогии с «Революционным катехизисом», написанным в 1865—1866 годах М. А. Бакуниным и опубликованным в 1866 году.
С 1869 года Нечаев живёт за границей, сближаясь с Михаилом Бакуниным и Николаем Огарёвым, и участвует в выпуске целого комплекса прокламаций, среди которых и был «Катехизис революционера». Этот документ является, очевидно, плодом коллективного творчества, вобравшим идеи не только Нечаева, но и Михаила Бакунина (Бакунин, однако, прочитав Катехизис, не принял его, назвав Нечаева «абреком»), Петра Ткачёва, Г. П. Енишерлова. Именно им принадлежат основополагающие идеи «революционного макиавеллизма».
«Катехизис революционера» был написан и отпечатан летом 1869 года в Женеве в типографии Людвига Чернецкого.

## Структура
«Катехизис революционера» состоит из четырёх коротких разделов и разбит на параграфы:
1. Отношение революционера к самому себе.
2. Отношение революционера к товарищам по революции.
3. Отношение революционера к обществу.
4. Отношение товарищества к народу.

## Значение
Этот документ рассматривался Нечаевым как «общая», вступительная часть к уставу общества «Народная расправа» и состоял из 26 параграфов.
В «Катехизисе революционера» впервые в русской истории была сформулирована программа широкомасштабного террора с огромными человеческими жертвами ради будущей «всесокрушающей народной революции», достичь которой предлагалось абсолютно любыми методами, «полнейшего освобождения и счастья народа».

### Отдельные положения
§ 1. Революционер — человек обреченный. У него нет ни своих интересов, ни дел, ни чувств, ни привязанностей, ни собственности, ни даже имени…
§ 4. Нравственно для него революционера всё, что способствует торжеству революции. Безнравственно и преступно всё, что мешает ему.
§ 6. Суровый для себя, он должен быть суровым и для других. Все нежные, изнеживающие чувства родства, дружбы, любви, благодарности и даже самой чести должны быть задавлены… Денно и нощно должна быть у него одна мысль, одна цель — беспощадное разрушение.
§ 16. …Итак, прежде всего должны быть уничтожены люди, особенно вредные для революционной организации, и такие, внезапная и насильственная смерть которых может навести наибольший страх на правительство…
§ 17. Вторая категория должна состоять именно из тех людей, которым даруют только временно жизнь, дабы они рядом зверских поступков довели народ до неотвратимого бунта.
§ 18. К третьей категории принадлежит множество высокопоставленных скотов или личностей, не отличающихся ни особенным умом и энергиею, но пользующихся по положению богатством, связями, влиянием и силою. Надо их эксплуатировать всевозможными манерами и путями; опутать их, сбить их с толку, и, овладев, по возможности, их грязными тайнами, сделать их своими рабами.
§ 19. Четвёртая категория состоит из государственных честолюбцев и либералов… Прибрать их в руки, овладеть всеми их тайнами, скомпрометировать их донельзя,… и их руками мутить государство.
§ 23. …Спасительной для народа может быть только та революция, которая уничтожит в корне всякую государственность и истребит все государственные традиции, порядки и классы в России.